# Estádio da Luz (1954)
El Estádio da Luz fue un estadio de fútbol de Lisboa, Portugal, propiedad del Sport Lisboa e Benfica. El estadio fue inaugurado en 1954 y demolido en 2003 para dar paso al nuevo Estádio da Luz. La capacidad del recinto llegó a superar los 120 000 espectadores.

## Historia
Desde la fundación del SL Benfica en 1904 este había jugado en estadios rentados uno de estos fue el Estádio do Campo Grande que se encontraba en la zona donde jugaba el Sporting Clube de Portugal su principal rival este campo fue sede del equipo de 1945 a 1954, aunque el equipo tuvo su propio estadio que era el Estádio das Amoreiras que fue sede del equipo de 1940 hasta que fue demolido en 1940.
Después de una larga negociación entre el equipo y el Municipio de Lisboa se decidió que se construiría un estadio para el club pero que también sirviera para la ciudad.
El estadio se proyectó con el nombre de Estádio de Carnide, los planes del estadio habían sido creados desde finales de los años 1940 por João Simões un exjugador del SL Benfica.
La construcción comenzó oficialmente el 14 de junio de 1953, el estadio tardó menos de 2 años en finalizarse debido al gran número de voluntarios que trabajaron en la construcción del estadio, finalmente el 1 de diciembre de 1954 se inauguró el estadio con capacidad para 40 000 espectadores que observaron el partido inaugural ante el FC Porto.

## Renovaciones
La primera ocurrió en 1960 debido los éxitos que obtenía el equipo en este año se decidió aumentar la capacidad del estadio que en un principio tenía capacidad para 40 000 espectadores a 70 000 espectadores colocando un tercer anillo a los otros dos existentes siendo conocido comúnmente como el Terceiro Anel.
En 1985 se volvió a aumentar la capacidad haciendo una zona de pie para los aficionados que alcanzaba la capacidad de 120 000, pero en ocasiones se rebasaba este número llegando a haber 137 000 espectadores en un partido entre el SL Benfica y el FC Porto, también se superó en la final de la Copa Mundial de Fútbol Juvenil de 1991 la que observaron alrededor de 127 000 personas.
En 1991 se vuelve a remodelar colocando asientos a todo el estadio reduciendo su capacidad a 78 000.

## La demolición
En un principio se pensó remodelar el estadio nuevamente ya que Portugal había ganado la sede de la Eurocopa 2004, pero sin embargo esta idea fue rechazada. También se había pensado que el Estádio da Luz no fuera sede de la Eurocopa, finalmente el 28 de septiembre de 2001, una asamblea general de los socios votó a favor de la construcción de un nuevo estadio. Esta decisión no fue fácil en el sentido emocional ya que se tendría que demoler el antiguo estadio, pero desde el lado financiero se veía más fácil construir un nuevo estadio que remodelar el ya existente.
El SL Benfica jugó en el estadio semidemolido hasta el 2003 y disputó sus últimos partidos de la temporada en el Estadio Nacional de Portugal.